# Torneo Internazionale dell'Amicizia di Ginevra
Il Torneo Internazionale dell'Amicizia di Ginevra è stata una competizione calcistica per Club, svoltasi a Ginevra nelle estati dal 1940 al 1948. Vide la partecipazione di diverse società, provenienti dai paesi di Cecoslovacchia, Italia, Austria, Belgio e dell'ospitante Svizzera.

## Albo d'oro
| Edizione | Squadra         | Finalista            |
| -------- | --------------- | -------------------- |
| 1940     | Servette        | Urania-Genève Sports |
| 1941     | Servette        | Young Boys Bern      |
| 1942     | FC Grenchen     | Servette             |
| 1943     | Lausanne-Sports | FC Grenchen          |
| 1944     | Servette        | Lausanne-Sports      |
| 1945     | Servette        | Lausanne-Sports      |
| 1946     | Rapid Wien      | Bata Zlin            |
| 1947     | Modena FC       | Servette             |
| 1948     | First Vienna    | Servette             |

## Vittorie per Squadre
| Squadra        | Nazione   | Vittorie | Secondi posti | Finali giocate |
| -------------- | --------- | -------- | ------------- | -------------- |
| Servette       | Svizzera  | 4        | 3             | 7              |
| Losanna        | Svizzera  | 1        | 2             | 3              |
| Grenchen       | Svizzera  | 1        | 1             | 2              |
| First Vienna   | Austria   | 1        | 0             | 1              |
| Modena         | Italia    | 1        | 0             | 1              |
| Rapid Vienna   | Austria   | 1        | 0             | 1              |
| Young Boys     | Svizzera  | 0        | 1             | 1              |
| Trinity Zlín   | Rep. Ceca | 0        | 1             | 1              |
| Urania Ginevra | Svizzera  | 0        | 1             | 1              |